# Rotbav, Brașov
Rotbav, mai demult Roșie, Rotbac (în dialectul săsesc Roiderbrich, Rudjebich, Rűdebiχ, în germană Rothbach, Rothpach, în maghiară Szászveresmart, Vörösmárt/Veresmart, în trad. „Pârâul roșu”) este un sat în comuna Feldioara din județul Brașov, Transilvania, România.

## Istoric general
Legendele satului spun că în prima jumătate a secolului XIII, 20 de familii de sași s-au stabilit la circa 1½ km spre vest față de actuala așezare. În urmă năvălirilor dese, aceștia au fost nevoiți, către 1250, să se mute mai spre est, pe drumul dintre Măieruș și Feldioara. Se spune că spălându-și hainele în râu, după o năvălire pustiitoare, apele acestuia au devenit roșii, de unde și denumirea localității.
În ce privește atestarea documentară a Rotbavului, sursele istorice indică un grupaj din 1371 cu primele două texte în care se amintește de sat. Este vorba de două scrisori trimise de la Sibiu la Rotbav și vizând atare neînțelegeri teritoriale. Primul și cel mai vechi document nu are o datare clară, specialiștii însă plasându-l cronologic înainte de 24 aprilie 1371, cel mai probabil martie-aprilie 1371, deci înainte de Sfântul Gheorghe, termenul-limită acordat de magistrul-jude Ladislau. Rotbavul este menționat sub numele de Ruffa ripa, iar în conținutul scrisorii obștea scaunului Sibiului adeverește că a mediat neînțelegerile dintre locuitorii cetății Feldioara și cei din Rotbav, în privința unui pământ:
„Noi, toți locuitorii ținutului, bătrânii și orășenii din scaunul Sibiului, adeverim pe față, prin cuprinsul scrisorii de față, tuturor cărora se cuvine, că s-au înfățișat chibzuiții și iscusiții bărbați, bătrânii din Brașov, credincioșii și adevărații noștri prieteni dimpreună cu obștea oamenilor din Rotbav, pe de o parte, și obștea oamenilor din cetatea Feldioara, pe de altă parte, pentru a primi hotărârea de împăcare și de judecată, cu privire la neînțelegerea și pricina dintre cele două părți care se purta între ei, pentru un pământ, dar, ivindu-se o altă pricină între cinstiții orășeni din Brașov și sus-zișii oameni din cetatea Feldioara în așa fel că la vremea aceea nu s-a dat și nu s-a adus de noi hotărârea din urmă în pricinile lor, noi am rânduit celor trei părți potrivnice, sub pedeapsa de o sută de mărci de argint bun, un răgaz de bună și tihnită pace până la sărbătoarea sfântului Gheorghe, în vederea unei bune învoieli și împăcări [...]”
Alte variații ale denumirii localității, conform mențiunilor istorice din secolul al XV-lea și al XVI-lea, sunt: Hrudebach (1490), Rodebach, Roterbach, Rwderbach, Rudexbachensis (1548).
A doua scrisoare parvenită rotbășenilor este de la 23 octombrie 1371, în care cele Șapte Scaune săsești hotărăsc pentru a doua oară să acorde feldiorenilor un pământ disputat cu locuitorii din Rotbav:
„Deoarece faptele oamenilor, ce se fâptuiesc și se săvârșesc în timp, pier prin curgerea și nestatornicia timpului și se șterg din amintirea oamenilor, dacă nu sunt temeinic întărite prin sprijinul actelor scrise și în semnarea unor martori destoinici și vrednici de cinste, de aceea noi, toți bătrânii și provincialii tuturor celor șapte scaune din părțile Transilvaniei, prin înștiințarea scrisorii de față, dorim să ajungă cât mai limpede și mai deslușit la cunoștința tuturor, atât a celor de față, cât și a celor viitori, că s-au înfățișat, pe de o parte, chibzuiții oameni din Feldioara, iar pe de altă parte cinstiții oameni din Rotbav înaintea noastră, [...]”
La 11 mai 1427, Sigismund, regele Ungariei, adeverește retrasarea hotarelor dintre târgul Feldwar (Feldioara) și satul Veresmarth (Rotbav) și hotărăște ca locuitorii din Hewlthwen (Hălchiu) să plătească taxele datorate târgului Feldwar.. Acesta este cel mai probabil sfârșitul faimosului „conflict de hotar și de pădure” dintre Rotbav și Feldioara, care conferă și prima atestare documentară și despre care învățătorul Nicolae Croitoru spune, în monografia în manuscris a satului, că ar fi durat „aproape 100 de ani”.
Turcii au amenințat deseori localitatea, incendiind-o în 1438 și în 1464. Alte mențiuni ale Rotbavului din perioada medievală includ scrisoarea din 19 noiembrie 1377, în care Ludovic I acordă sașilor din Brașov dreptul de a-și contrui o cetate și confirmă mai multe privilegii privitor la relațiile Brașovului cu teritoriile și satele din jur, precum și obligațiile de dări. În 4 ianuarie 1468, Regele Matei Corvin ordonă conducătorilor (voievozilor) transilvăneni și grofilor secui supuși să protejeze locuitorii Brașovului și ai Rotbavului de agresiunea de pe partea dreaptă (secuiască) a Oltului, agresiune realizată de înstăriții/aristocrația probabil răzvrătită. 
În 30 noiembrie 1472, Voievodul transilvan Blasius Maghiarul ordonă fortăreței Branului să apere locuitorii Rotbavului de agresiunea nobililor secui de peste Olt. De asemenea, în 25 octombrie 1475, Administrația religioasă din Cluj-Mănăștur depune mărturie în legătură cu repunerea în drepturile de proprietate a lui Michael, fiul lui Valentin de Hăghig, cu martori din Brașov, Feldioara și Rotbav. Mai târziu, în 1491, 18 ianuarie (sau 14 iunie), există o cerere de restituire a unei pășuni ocupate abuziv de un nobil. Ștefan de Thelegd, vicevoievodul Transilvaniei, scrie lui Mihail Nemes de Hydweg (Hăghig) privitor la cererea brașovenilor de restituire a unei pășuni a moșiei Weresmorth (Rotbav) ocupate abuziv
În 1500 se înregistrează o mărturie în favoarea unei femei acuzate pe nedrept de adulter, când magistratul din Feldioara atestă că, potrivit mărturiei magistratului din Rotbav, femeia judecată pentru adulter este nevinovată. La 10 februarie 1556 are loc inventarul veniturilor încasate de bisericile din Țara Bârsei, iar în 9 aprilie 1559, are loc scutirea sașilor din Rotbav de taxe pe 3 ani din cauza incendiului. De reținut că Regina Isabela atestă că la cererea sașilor din Rotbav din Țara Bârsei îi scutește de plata oricăror taxe ordinare și extraordinare pe o perioadă de 3 ani din cauza incendiului din zilele trecute. Semnează Ioan Sigismund.
La 17 septembrie 1600, judele Brașovului îl informează pe magistratul Sibiului despre năvălirea Valahilor în Țara Bârsei. Este menționat Rotbavul. De asemenea, în 1602, generalul Basta a încercat să cucerească cetatea, aliată pe atunci cu domnitorul muntean Radu Șerban. Neizbutind, Rotbavul a fost incendiat. Pagubele au fost imense, în mare parte și datorită faptului că cele mai multe construcții erau din lemn. 
Așezarea și cetatea au fost reconstruite ulterior din piatră. Ultimul mare incendiu s-a petrecut în 1732, biserica și cetatea fiind refăcute începând cu 1738, în forma în care se văd și astăzi. În 1908 în biserică a fost instalată o orgă din Pecs și un orologiu în turn, din Leipzig.
Pe teritoriul satului, arheologii au scos la iveală fragmente din vase de lut datând din epoca bronzului. Unul dintre cele mai importante situri arheologice se află la marginea satului, în punctul “La Pârâuț”.
În anul 1492, este pomenit în Rotbav primul învățător sas (schulmaister). În cronicile bisericii luterane din sat sunt indicate numele celor care au învățat copiii sașilor; astfel, din 1741 și până în 1750, rector a fost Petrus Wagner și, între 1741 și 1747, în funcția de învățător-cantor, Andreas Czikely. Aceștia au fost urmați de alți slujitori ai comunității. Primul învățător român din sat a fost Gherasim Dumitru, care preda copiilor în casa parohială, după cărți religioase. Prima școală românească din sat a funcționat oficial din anul 1854, iar actuala clădire datează din 1892.
Băncile și socotitoarea care se găsesc la Muzeul Prima Școala Românească din Șchei, Brașov, au fost aduse de la Școala Rotbav în anul 1955.

### Stema
Pe ușa intrării în cetate se află o sculptură în lemn cu trei inele, reprezentând stema satului. În interpretarea catolică, inelele însemnau „Tatăl, Fiul și Sfântul Spirit”. După trecerea la credința evanghelică, simbolurile au fost traduse prin „credință, iubire, speranță”. Aceste inele se află și astăzi pe stema Rotbavului, fiind pictate și deasupra iconostasului bisericii ortodoxe.
Dangaua pentru vitele din Rotbav, de la 1826, conține aceste trei inele din stema satului.

## Biserica evanghelică fortificată

Porțiune prăbușită a zidului de incintă, decembrie 2017

Biserica fortificată din Rotbav este una dintre cele mai vechi construcții de acest tip din Țara Bârsei. Recent aceasta a împlinit 760 de ani de existență. 
Biserica, actual evanghelică, a fost ridicată în jurul anului 1300, în stil romanic, fortificată în secolul XV și împrejmuită mai apoi de zidurile unei cetăți tipic săsești. A fost printre primele biserici fortificate din Țara Bârsei și este una dintre cetățile care mai conservă încă zidurile sale, dar nu într-o stare bună, acestea fiind sprijinite din exterior, pe latura vestică, de bârne de lemn. Ele au fost instalate în februarie 2016, imediat după prăbușirea turnului. În octombrie 2017, acestea au dispărut, zidul de incintă continuând să se degradeze. În decembrie 2017, o parte a curtinei, corespunzătoare intrării în arcadă a fostului turn de poartă, s-a surpat.
În trecut, fortificația oferea loc pentru magazii, ateliere, grajduri, o bucătărie comună, o crescătorie de albine. Intrarea în cetate era apărată de turnul porții, în care se afla și administrația orașului, cu o celulă pentru prizonieri sau condamnați. Aceasta poate fi văzută chiar și în zilele noastre. Pe la 1350 a fost terminată construcția bisericii. În acea vreme, în Rotbav trăiau aproximativ 70 de familii de sași.

### Casa parohială săsească
Pe locul fostei primării a satului, clădire parțial incorporată zidului de incintă a bisericii fortificate, după cum atestă fotografiile timpului, o nouă casă parohială a fost construită de către comunitatea săsească, la începutul secolului al XX-lea. De asemenea, o parte din latura sud-estică a zidului de incintă a trebuit să fie demolată pentru construirea acesteia. Clădirea casei parohiale este masivă, impunătoare, cu un frontispiciu pe mai multe niveluri, în stil clasic. Astăzi, având culoarea originală de fațadă schimbată în roz, casa parohială adăpostește Școala Biblică „Vestea Bună”.

### Mituri
Bătrânii spun că sub actuala biserică evanghelică a satului există o multitudine de catacombe și tuneluri secrete, care în trecut erau folosite de săteni pentru a fugi de inamici sau pentru a se apăra în timpul invaziilor. Singura dovadă existentă la momentul de față este reprezentată de ruinele unui presupus astfel de tunel, descoperite la malul Oltului. În trecut s-a încercat parcurgerea tunelului, dar s-a constatat că acesta este surpat în multe locuri, datorită vechimii sale. Speculații cum că în presupusele catacombe au fost îngropați oameni sau au rămas și murit acolo din cauza surpării pământului nu au fost excluse, însă nu există nicio dovadă verificată care să demonstreze acest lucru.
Bătrânii din zona Crizbavului au afirmat, de asemenea, că ar exista un tunel de legătură între Cetatea Eroilor (Heldenburg) și Cetatea Feldioarei, care se află la aproximativ 12 km. Cercetările arheologice nu au confirmat, totuși, prezența reală a tunelului. Această afirmație vine însă în sprijinul mitului din Rotbav, sat care se află în atât în apropierea Cetății Eroilor, cât și a Cetății Feldioarei. Astfel, presupusele tuneluri de sub biserica evanghelică ar putea comunica cu cel dintre Cetatea Heldenburg și Cetatea Feldioara.   

### Prăbușirea turnului
În seara zilei de 19 februarie 2016, când încă orologiul nu terminase de bătut ora 21(21:13 după alte surse), turnul bisericii evanghelice s-a prăbușit. Reprezentanții Bisericii Evanghelice române au afirmat că năruirea turnului a fost o surpriză pentru aceștia, întrucât nu existau semne evidente care să indice colapsul iminent. Din cauza molozului rezultat, specialiștii nu au putut ajunge la baza donjonului, astfel că nu se cunoaște cu certitudine cauza prăbușirii. Cel mai probabil, vibrațiile clopotelor și trepidațiile cauzate de traficul intens au slăbit structura turnului. S-a vorbit și despre descompunerea agravantă a mortarului din zidurile acestuia, materialul pietros constitutiv ajungând să-și susțină singur propria greutate, în final cedând.
Evenimentul a fost tratat de către marile agenții media din România și Germania deopotrivă. Printre reacțiile inițiale notabile se numără și cea a ministrului Culturii din acea vreme, Vlad Alexandrescu. Acesta a propus constituirea în regim de urgență a unui fond pentru patrimoniu, în contextul în care cu numai câteva zile în urmă, pe 14 februarie 2016, și turnul Bisericii fortificate din Roadeș s-a prăbușit parțial, iar, potrivit estimărilor, 600 de alte monumente din România se regăsesc în stare de pre-colaps și colaps. Ministrul a dispus finanțarea unor intervenții urgente la cele două monumente, astfel că la Rotbav zidurile exterioare ale navei au fost reîntregite, acoperișul a fost reparat și peretele vestic izolat.
O porțiune a zidului de incintă din partea sud-estică a fost de asemenea demolată, pentru a se putea interveni cu utilajele necesare degajării molozului din curtea bisericii fortificate. O poartă provizorie de lemn a fost instalată, zidul nefiind refăcut.
Deși momentan nu există nicio strategie concretă în ce privește viitorul fortificației de la Rotbav, declarații ale reprezentanților Bisericii Evanghelice pomenesc despre o posibilă reconstruire a turnului, luându-se în considerare mai multe variante tehnice în acest sens.

## Biserica ortodoxă
Istoricul parohiei din Rotbav vorbește despre evlavia credincioșilor și despre dorința de a avea un lăcaș de cult. Îndeosebi înaintea ridicării acestuia, viața spirituală se concentra în jurul troițelor și se manifesta adesea prin adunarea în locuri deschise de rugăciune.
Pisania pictată în tinda bisericii atestă hramul acesteia și data construcției, precum și donațiile materiale ale ctitorilor, cu ajutorul cărora s-a construit biserica ortodoxă:
„Această Sfântă Biserică ortodoxă română s-a edificat cu toate spesele domnilor Ioan și Constantin Boghici, foști comercianți în Brașov, și s-a sfințit pe hramul Nașterea Sfântului Ioan Botezătorul, la anul 1780. Amin.”
Nava bisericii este dreptunghiulară, altarul este poziționat într-o absidă semicirculară. În plafonul boltit se prelungesc cadrele ferestrelor laterale, iar pronaosul este despărțit de naos prin trei arcade ce susțin un balcon de lemn, pentru cor.
Reparații consistente au existat în anii 1937, 1948, 1955, 1960, 1972, 1977. În 1983 s-a îndepărtat igrasia de pe pereții exteriori, iar în anul 1987 gardul din partea de est a fost înlocuit cu un zid de cărămidă și a fost construită o magazie din cărămidă. În anul 2005, biserica a fost zugrăvită pe interior și a avut loc, de asemenea, renovarea Sfântului Altar. În perioada 2012-2014, biserica a fost pictată și resfințită în 2015.

## Căminul cultural săsesc și Școala Generală

Căminul cultural săsesc din Rotbav și fosta Școală Generală, februarie 2016, după prăbușirea turnului Bisericii evanghelice fortificate

Ridicat la 1888, după cum arăta inscripția în basorelief de pe frontispiciul clădirii, Căminul cultural săsesc din Rotbav a deservit comunitatea sașilor și, mai târziu, a românilor în manifestările cultural-artistice, de sărbătoare publică, ce au marcat viața sătească a secolelor al XIX-lea și al XX-lea. Intrarea în edificiu se făcea prin curtea din spate, cu ieșire la strada Olga Bancic printr-o poartă pietonală cu arcadă care unea totodată fațada Școlii Generale de cea a căminului cultural. Un hol scurt, așezat longitudinal în incinta căminului, lega cele două încăperi ale acestuia. Paramentul prezenta profile decorative simple, iar pe ancadramentele ferestrelor se puteau observa motive vegetale.

Demolarea Căminului cultural săsesc din Rotbav, aprilie-mai 2017

După 1989, când căminul cultural nu a mai fost folosit, degradarea monumentului s-a produs progresiv: interiorul a fost vandalizat, geamurile sparte, mobilierul și ușile dispărând. În încăperi au fost depozitate deșeuri menajere. Traficul greu de pe DN13 a dus la apariția și accentuarea crăpăturilor din zidărie, îndeosebi pe latura nordică. Școala Generală din Rotbav a fost și ea scoasă din uz, cursurile desfășurându-se, după renovarea din 2012, în clădirea de pe Strada Progresului, care este acum Școala primară „Nicolae Croitoru”.
Nefiind înregistrat în Lista monumentelor istorice din județul Brașov și, deci, neaflându-se în evidența autorităților, căminul cultural a fost demolat la sfârșitul lunii aprilie-începutul lunii mai 2016. Degradarea accentuată și pericolul prăbușirii au fost printre motivele vehiculate. Fosta Școală Generală din Rotbav, în paragină, a fost recondiționată pe parcursul anului 2017.

## Demografie
Până la naționalizarea mijloacelor de producție, din 1948, în Rotbav se aflau fermieri, tâmplari, pantofari, zidari, tapițeri, frizeri, zugravi, măcelari ș.a. În  1942 se numărau 469 de sași, în 1986 nemairămânând decât 251. În timpul Primului Război Mondial au murit 21 de sași, în timpul celui de-Al Doilea Război Mondial 33, iar în urma deportărilor în U.R.S.S. - nouă oameni. Mulți prizonieri de război s-au îndreptat din Uniunea Sovietică direct către Germania. Astăzi, din totalul de circa 1.173 de locuitori, doar 5 sunt sași.

## Turism
Pe lângă cetatea și biserica în sine, turiștii mai pot vizita un muzeu sătesc cu profil arheologic și balta Tânărogul, unde se găsesc câteva pâlcuri de plante formate din relictul terțiar, foarfeca bălții (Stratiotes aloides) și alte specii de plante rare. Pe luciul apei pot fi văzute o sumedenie de păsări, în funcție de anotimp, precum lișițe, rațe mari, sarsele de vară, lăcari, iar în timpul migrațiilor de toamnă și de primăvară chiar și stârci mici, stârci galbeni, găinușe de baltă, stârci de noapte ș.a. Rezervația naturală de protecție avifaunistica Rotbav face parte din Situl NATURA 2000 Dumbrăvița - Rotbav - Măgura Codlei. Rezervația naturală a fost declarată arie protejată prin Hotarârea de Guvern nr.2151/30.04.2004, publicată în Monitorul Oficial al Romaniei nr.38/12.01.2005. Rezervația se întinde pe o suprafață de 42 de hectare. 
Totodată, lângă Rotbav se poate vizita pădurea de stejari seculari, unii dintre acești copaci grandioși având vârste de peste 700 de ani.

## Galerie

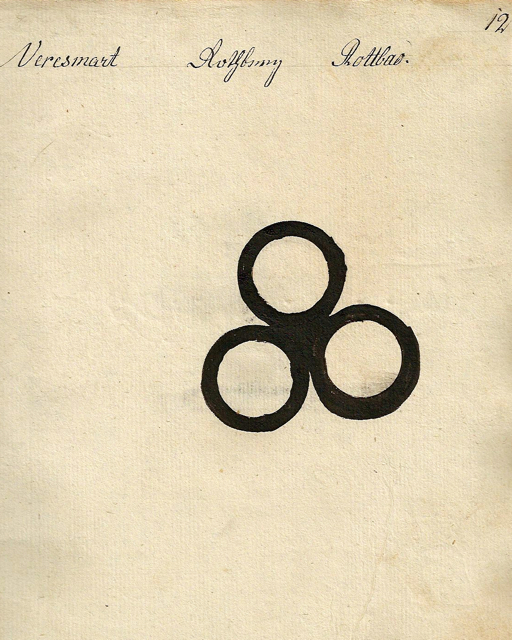
1826 - Danga pentru vitele din Rotbav
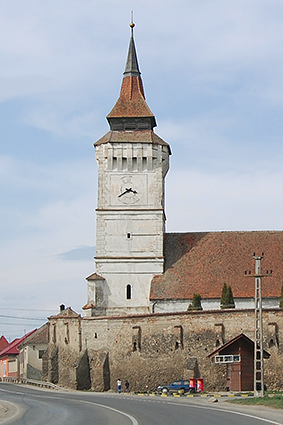
Biserica din Rotbav
Biserica fortificată din Rotbav, septembrie 2013
Frontispiciul Căminului cultural din Rotbav, noiembrie 2016.
- Clopotele fostului turn în bătaie liberă, august 2015
- Bătaia unui singur clopot al fostului turn, la oră fixă, martie 2015